# Stückgut-Schnellverkehr

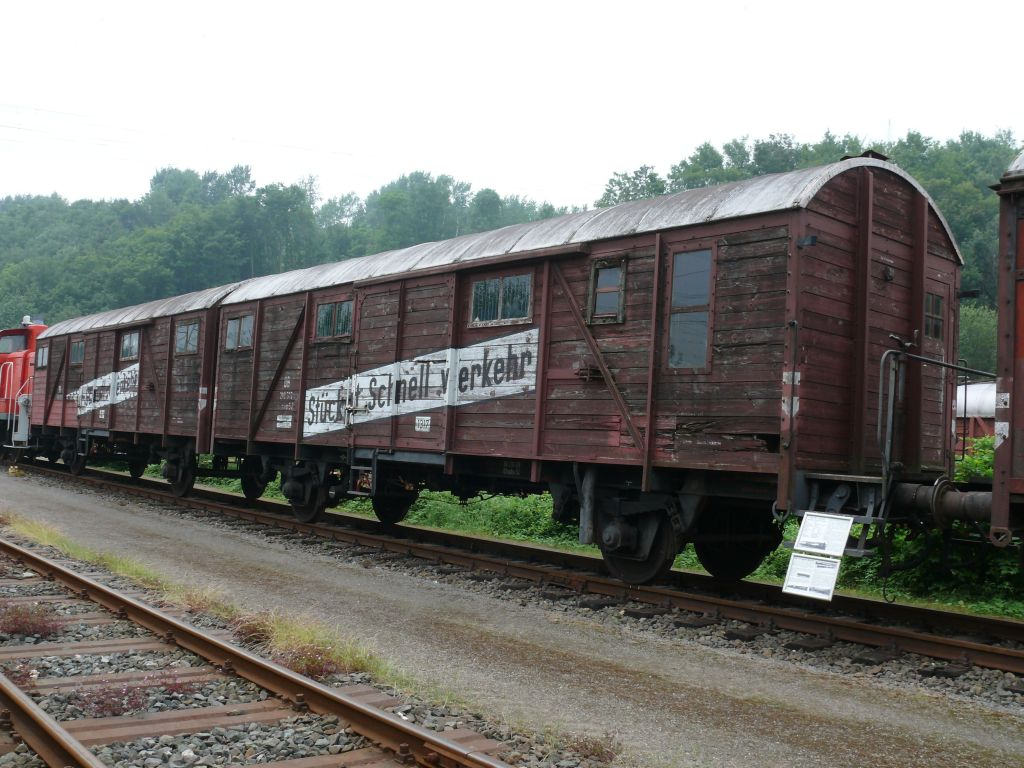
Leig-Einheit (DB-Neubau)

Als Stückgut-Schnellverkehr wurde bei der Deutschen Reichsbahn ein Transportkonzept bezeichnet, das die Beförderung von Stückgütern mit der Eisenbahn beschleunigte und somit für den Versender attraktiver machen sollte. Die Züge des Stückgut-Schnellverkehrs wurden bei beiden deutschen Bahnverwaltungen noch bis in die 1960er Jahre eingesetzt.

## Vorgeschichte und Zweck
Obwohl das Schienennetz der Deutschen Reichsbahn (DR) in den 1920er Jahren bereits weitgehend flächendeckend ausgebaut und den Transportmöglichkeiten der Straße weit überlegen war, machten ihr die zunehmend entstehenden Klein-Speditionen hinsichtlich der Beförderungszeit von einzelnen Stückgütern Konkurrenz. Der Nachteil der schienengebundenen Beförderung lag in der geringen durchschnittlichen Transportgeschwindigkeit, die bei Nahgüterzügen zeitweise auf etwa 10 bis 15 km/h sank. Da die Güterzüge entlang ihrer Fahrtstrecke häufig zusätzliche Güter aufnahmen oder wieder abgaben und dabei umfangreiche Rangierfahrten unternehmen mussten, verlängerten sich die Transportzeiten. 
Durch den stetigen Neu- und Ausbau des Straßennetzes expandierte der Gütertransport über die Straße, was die Deutsche Reichsbahn-Gesellschaft zwang, nach Möglichkeiten zu suchen, ihren Gütertransport über die Schiene sicherzustellen.
Im Jahre 1927 wurde ein Konzept entwickelt, das ein flächendeckendes Netz zum beschleunigten Stückguttransport vorsah. Darin sollten die langen Rangier- und Kuppelzeiten in den bedienten Bahnhöfen vermieden werden, indem die Stückgüter auf ihrem gesamten Weg zum Zielbahnhof ohne Umladen transportiert würden. Es sollten dafür neuentwickelte Gepäcktriebwagen zum Einsatz kommen, in denen die Sortierung des Stückguts nach Empfangsorten bereits während der Fahrt erfolgen konnte. Da die Lieferzeiten der benötigten Gepäcktriebwagen zu lang waren, um eine schnelle Umsetzung des Transportkonzept zu ermöglichen, wurde das Vorhaben vorerst zurückgestellt. Ein Jahr später präsentierte die Reichsbahndirektion Köln ein vielversprechendes Konzept, das statt der Gepäcktriebwagen beschleunigte Güterzüge mit maximal zehn Achsen vorsah und für deren Beförderung Lokomotiven des Personenverkehrs zu nutzen waren. Das Personal für das Sortieren des Stückguts sollte in einem eigens dafür eingereihten Gepäckwagen untergebracht werden. 
Dieses Konzept ließ sich durch den hohen Güterwagen- und Gepäckwagenbestand in kurzer Zeit kostengünstig umsetzen und markierte den Beginn des Stückgut-Schnellverkehrs in Deutschland.

## Fahrzeuge

### Leig-Einheiten

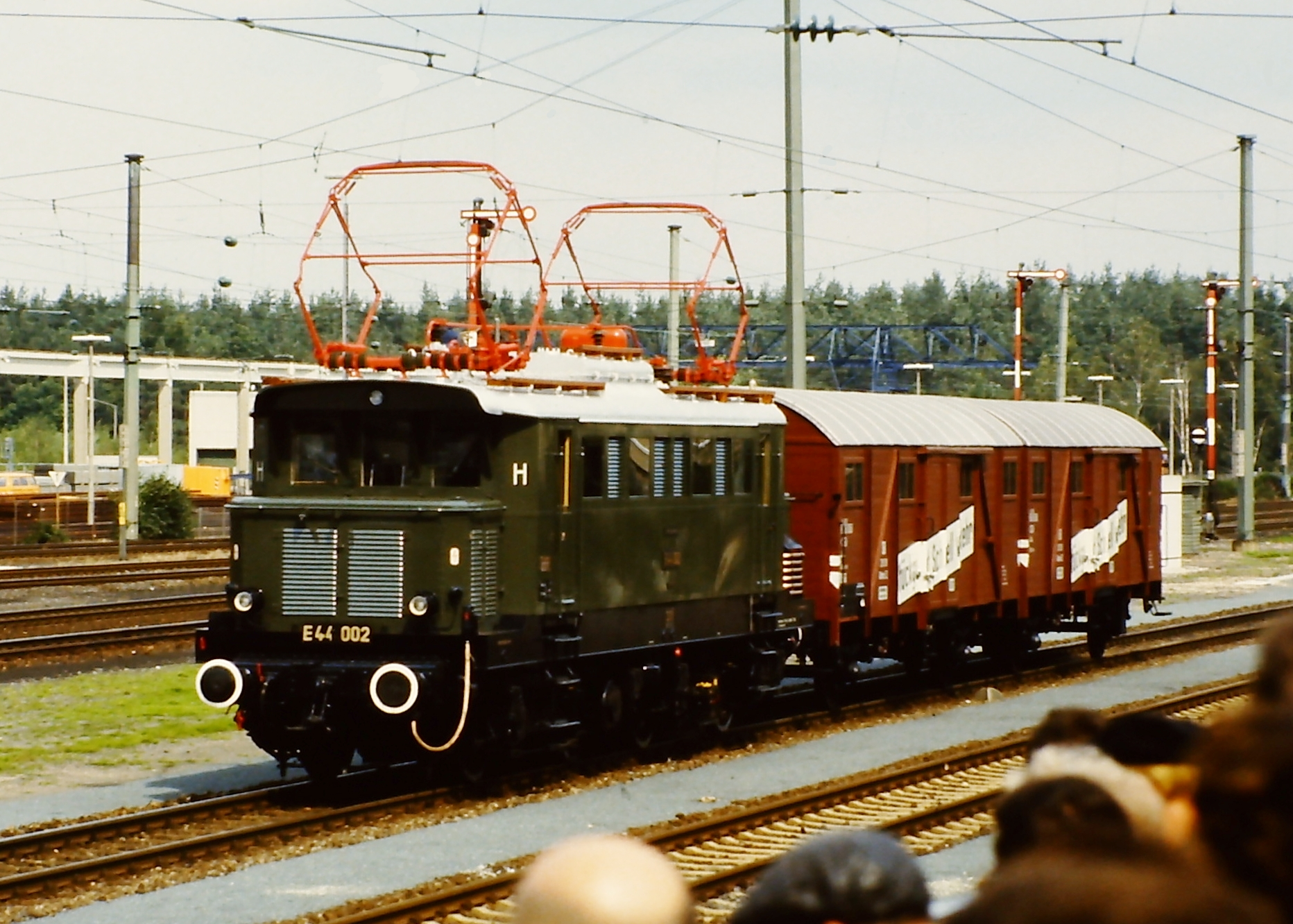
E 44 002 mit Leig-Einheit bei der Jubiläumsparade 150 Jahre deutsche Eisenbahn in Nürnberg

Die ersten für den Stückgut-Schnellverkehr eingesetzten leichten Nahgüterzüge bestanden aus einem Güterzug-Gepäckwagen, einem großräumigen gedeckten Güterwagen und einer schnellen Personenzug-Lokomotive. Anfangs wurde diese Fahrzeugkombination noch „Ersatzgütertriebwagen“ genannt, was sich aber 1929 änderte und woraufhin diese Kombination dann als „Leichtgüterzug“ (Leig) bezeichnet wurde. Die ersten Kombinationen bestanden aus meist älteren zweiachsigen Güterzug-Packwagen preußischer Bauart (Pwg) und einem großräumigen gedeckten Güterwagen der Verbandsbauart (Gl Dresden). Diese Wagen wurden auf besondere Weise kurzgekuppelt und hatten eine Ladefläche von etwa 38,8 m².
In der Dienstvorschrift der Deutschen Reichsbahn werden sie wie folgt beschrieben:

„Zur beschleunigten Bedienung des Stückgutverkehrs […] sind besondere Fahrzeugeinheiten (Leigeinheiten) geschaffen, die entweder in selbständigen leichten Güterzügen (Leig-Zügen) verkehren oder in Güterzüge zur Ersparnis von Kurswagen eingestellt werden. Sie bestehen entweder aus zwei gedeckten großräumigen Güterwagen (Gl) oder aus einem Gepäckwagen und einem gedeckten großräumigen Güterwagen, die nach Beseitigung der sich gegenüberliegenden Stirnwände durch Kurzkupplung, Übergangsbrücke und Faltenbälge so verbunden sind, dass die Laderäume beider Wagen einen Raum bilden.“

Waggonaufschrift (1930)

Die Bezeichnung „Leig“ wurde in zahlreichen Gestaltungsvarianten an den Seitenwänden der betroffenen Waggons angebracht, um deren Funktion zu verdeutlichen. Manche Aufschriften waren sogar bei geöffneten Schiebetüren noch vollständig zu lesen. Das Beistellen normaler Ortsgüterwagen zu Leig-Einheiten war nur ausnahmsweise erlaubt, wenn andere Beförderungsmöglichkeiten fehlten. Jedoch wurden, um Versendern sperriger Gegenstände und von Gefahrgut ebenfalls einen schnelleren Transport bieten zu können, in einigen Fällen Rungen- oder ähnliche Wagen am Zugschluss beigesetzt.
Beim Umbau zu Leig-Einheiten erhielten die beteiligten Güterwagen Heizungen, kleine Seitenfenster und eine durchgehende Beleuchtung mittels Gaslampen. Statt der an den Wagenenden üblicherweise angesetzten Pufferteller war je nach Seite nur ein einfacher Puffer beziehungsweise eine Stoßplatte angebracht, was den Wagenabstand innerhalb des Verbundes auf 540 mm optimierte und eine bei 65 km/h Höchstgeschwindigkeit gelegentlich auftretende Höhendifferenz von 40 mm ermöglichte. 
In Österreich war der Leig ein Ladeeilgüterzug im Gegensatz zum Bezirksgüterzug. Dieser hatte grundsätzlich einen anderen Betriebsablauf als der deutsche Leichtgüterzug.

### Gedeckte großräumige Güterwagen
Nach 1930 baute die Deutsche Reichsbahn auch gedeckte großräumige Güterwagen der Wagengattung Gl Dresden der Verbandsbauart in Leig-Einheiten um. Diese Einheiten behielten ein Bremserhaus und bekamen ein Zugführerabteil. Außerdem wurde die Federung durch neunlagige Blatttragfedern mit einer Federlänge von 1800 mm so verbessert, dass die Höchstgeschwindigkeit auf 75 km/h erhöht werden konnte. Das nominelle Ladegewicht je Wagen betrug 15,5 t und die technische Tragfähigkeit je Wagen 15,75 t. Die Stückzahl der gebauten Kombinationen belief sich im September 1932 bereits auf 288, welche in sämtlichen Direktionen vertreten waren.
Die Kombinationen aus gedeckten Güterwagen der Verbands- und Austauschbauart waren dagegen nur exemplarisch vertreten. Das Bremserhaus wurde für alle Wagenverbände beibehalten, aber die Fenster unterschieden sich in Größe, Form und Anordnung teils erheblich. Die Leig-Einheiten unterschieden sich zudem durch die Anordnungen der Diagonalstreben, Lüftungsöffnungen, Toiletten sowie der Stirntüren.
1933 wurde anstelle eines Güterzug-Packwagens ein zweiter, gedeckter und großräumiger Güterwagen eingesetzt. Dieser wurde dann mit einem eigenen Abteil für das Personal ausgebaut. Häufig wurde hierfür ein Güterwagen der Austauschbauart der Wagengattung Glh Dresden mit einem Achsstand mit 7700 mm verwendet. Diese Einheiten erhielten dann das Nebengattungszeichen „ll“ und wurden somit zur Wagengattung „Gllh Dresden“. 
Die Deutsche Bundesbahn (DB) beschaffte 1953 eine dreiachsige Leig-Einheit mit der Bezeichnung Gllmhs 01, welche im Aufbau den Serienwagen der Gattung Gllmehs 52 ähnelte.

### Gepäcktriebwagen
Ursprünglich basierte das gesamte Konzept des Stückgut-Schnellverkehrs auf neuzubauenden Gütertriebwagen. Da diese aber in der benötigten Menge kurzfristig nicht beschafft werden konnten, bildeten die Leig-Einheiten eine schnell zu beschaffende und kostengünstige Alternative. Trotzdem ließ die Deutsche Reichsbahn 1930 drei und 1941 zwei weitere Gepäcktriebwagen für den Stückguttransport bauen. 
DR Baureihe 10 001 bis 10 003

Diese drei Triebwagen mit 150 PS Leistung und 60 km/h Höchstgeschwindigkeit basierten auf den bei vielen Privatbahnen eingesetzten Wismar-Maybach-Triebwagen ähnlich dem VT 851 der DR. Sie erhielten die Fahrzeugnummern 10 001, 10 002 und 10 003 und das Gattungsbezeichnung L4vT. Nach dem Krieg gelangten die drei Wagen zur Deutschen Bundesbahn, wo sie als VT 69 902, VT 69 900 und 69 901 geführt wurden.
DR Baureihe 10 004 und 10 005

1941 folgten zwei weitere 110 km/h schnelle Neubaufahrzeuge, die aus der vierachsigen Triebwagenbaureihe DR 137 058 abgeleitet wurden. Diese beiden Triebwagen gehörten zum Gattungsbezirk Dresden, trugen das Gattungszeichen GvT und hatten die Wagennummern 10 004 und 10 005. Beide Gütertriebwagen gelangten auch zur Deutschen Bundesbahn und wurden wie Triebwagen als VT 20.5 bezeichnet und in den Jahren 1960 bis 1962 ausgemustert.
Die Konzentration auf den Zweiten Weltkrieg ließ eine weitere Entwicklung von Gütertriebwagen nicht mehr zu.

## Betriebsablauf
Wesentlich für den Betriebsablauf war, dass die Stückgüter bereits während der Fahrt sortiert werden konnten. So konnte der Transport zu einem Sortierbahnhof (Stückgutumladebahnhof) vermieden werden. Je Doppelwagen befand sich in einem Wagen der „Eingang“, im anderen Wagen nur der „Ausgang“ der Waren. Es waren genormte Zuglängen. Damit konnten bereits am Bahnsteig die Güter ladegerecht bereitgestellt und der Entladebereich freigehalten werden.

## Ende des Stückgut-Schnellverkehrs
In den 1970er Jahren konnte das Konzept des Stückgut-Schnellverkehrs nicht mehr mit dem immer flexibler werdenden Lkw- und kombinierten Verkehr mithalten und wurde schrittweise aufgegeben. Während der Stückgut-Schnellverkehr für den Schienenverkehr in der Bundesrepublik Deutschland keine bedeutende Rolle mehr spielte, wurde in der DDR bei der DR ein System von Gepäck- und Expreßgutzügen (Gex) und Expressgutwagen in Personen- und Eilzügen etabliert.